# Robecchetto con Induno
Robecchetto con Induno ist eine Gemeinde mit 4781 Einwohnern (Stand 31. Dezember 2023) in der Metropolitanstadt Mailand, Region Lombardei.
Die Nachbarorte von Robecchetto con Induno sind Castano Primo, Turbigo, Cuggiono und Galliate (NO).

## Bevölkerungsentwicklung
Robecchetto con Induno zählt 1806 Privathaushalte. Zwischen 1991 und 2001 stieg die Einwohnerzahl von 3924 auf 4320. Dies entspricht einem prozentualen Zuwachs von 10,1 %.

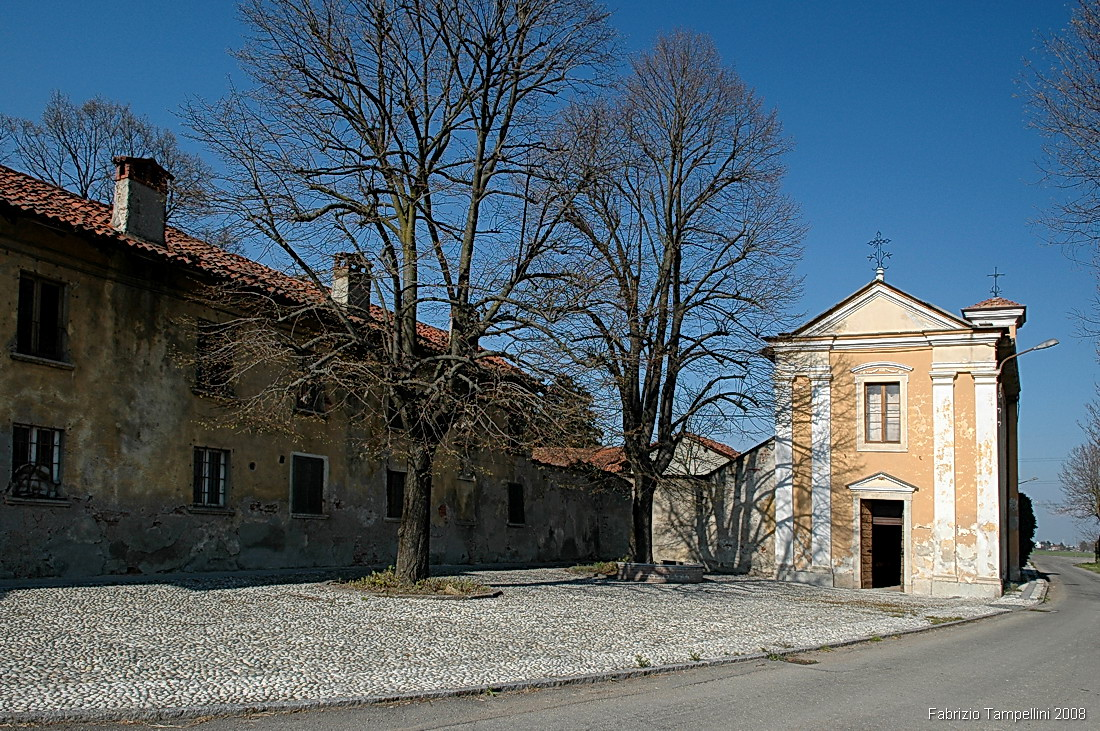
Kapelle in der Fraktion Induno